# Diogmites tricolor
Diogmites tricolor là một loài ruồi trong họ Asilidae. Diogmites tricolor được Bellardi miêu tả năm 1861. Loài này phân bố ở vùng Tân nhiệt đới.